# Miguel Granados
Miguel «Migue» Granados (Rosario, 2 de septiembre de 1986) es un humorista, músico y presentador de radio y televisión argentino. Es conocido por su participación en programas como Peligro: Sin codificar, ESPN Redes, Últimos Cartuchos y por ser el fundador del canal de streaming OLGA. Es hijo del humorista Pablo Granados

## Trayectoria profesional

### Televisión
Granados inició su trayectoria televisiva en 2012 en el programa Peligro: Sin codificar, donde participó en diversos segmentos humorísticos. En 2015, se incorporó al equipo de ESPN Redes, y posteriormente tuvo apariciones en otros programas, como Polémica en el bar (2016), Sobredosis de TV (2018) y ESPN Playroom (2020).

### Radio y Streaming
Debutó en radio en 2013 en el último año de Resacados de Homero Pettinatto en Vale 97.5. En 2014 comenzó a conducir "Playroom" por Los 40 Argentina.Retomando el programa en 2016 esta vez por Radio con Vos
En 2017 junto a Martin Garabal iniciaron el histórico programa radial (luego visual) Últimos Cartuchos (con producción de Lucas Fridman y Vicky Garabal) en radio Blue 100.7.  En 2018 tras el cambio de dueños de la radio, decidieron dar de baja el programa y que toda la radio pase a ser solo musical. En 2019 Mario Pergolini los llamó para retomar el ruido que habían empezado a hacer en la ignota radio Blue y ahora ya sí, con cámaras y mayor producción audiovisual desplegaron todo su talento logrando llenar teatros a fines de 2019. Tras la pandemia del Covid-19 en 2020 luego de la cuarentena decidieron finalizar.
En 2021 lanzó el pódcast La Cruda y en 2023 fundó la plataforma de streaming Olga.

### Televisión
| Año       | Programa               | Canal              | Rol                     | Conductor                                       |
| --------- | ---------------------- | ------------------ | ----------------------- | ----------------------------------------------- |
| 2020      | ESPN playroom          |                    | Conductor               | Migue Granados                                  |
| 2018      | Sobredosis de TV       | C5N 2017 Alternate | Coconductor             | Horacio Embón                                   |
| 2016      | Polémica en el Bar     |                    | Panelista               | Mariano Iúdica                                  |
| 2015-2019 | ESPN Redes             |                    | Panelista               | Agustina Casanova Leandro Leunis Grego Rossello |
| 2012-2019 | Peligro: Sin codificar |                    | Personajes varios       | Diego Korol                                     |
| 2010-2012 | Peligro: Sin codificar |                    | Asistente de producción | Diego Korol                                     |

### Radio
| Año       | Programa          | Emisora             | Rol                | Conductor                            |
| --------- | ----------------- | ------------------- | ------------------ | ------------------------------------ |
| 2017-2020 | Últimos Cartuchos | Blue 100.7 Vorterix | Coconductor        | Martin Garabal                       |
| 2015      | Black & Toc       | Nacional Rock       | Humor y personajes | Elizabeth Vernaci Humberto Tortonese |

### Streaming
| Año           | Programa        | Plataforma | Rol       |
| ------------- | --------------- | ---------- | --------- |
| 2023-presente | Soñé Que Volaba | Olga       | Conductor |
| 2021-presente | La Cruda        | Spotify    | Conductor |

## Personajes

### Black and Toc
| Nombre           | Notas                                                                                    | Ref.   |
| ---------------- | ---------------------------------------------------------------------------------------- | ------ |
| Merlín Ayahuasca | Parodia a un falso hippie que homenajea a los músicos y recuerda hitos del rock nacional | [ 20 ] |
| Asa Akira        | Parodia a un chino de supermercados                                                      | [ 20 ] |
| Martincito       | Parodia a un niño que despotrica al kirchnerismo                                         | [ 20 ] |

### Últimos Cartuchos
| Nombre                                 | Notas | Ref.   |
| -------------------------------------- | --- | ------ |
| Martincito el niño gorila de Nordelta  | Parodia a los opositores del kirchnerismo a través de un niño que vive en Nordelta con miles de privilegios pero muy empapado de la realidad. | [ 21 ] |
| La monja petera                        | Parodia a un hermana religiosa que se comunica a través de onomatopeyas de atragantamiento                                                    | [ 21 ] |
| Walter Pérez Gudduci                   | Modista de ropa y especialista en estética | [ 21 ] |
| Tuti Tuteuuuushhh                      | Un hombre extravagante que se peina como un lord y vive con sus gárgolas en su mansión                                                        | [ 21 ] |
| Ricardo Soplatuti Rivolti              | Un hombre con el extraño poder de generar tsunamis soplando y moviendo en círculos su sorbete sobre un globo terráqueo.                       |        |
| El hombre que solo podía decir "leche" | Un hombre común que se comunica diciendo solamente la palabra "leche"                                                                         |        |

### Sin codificar
- Hablemos Sin Saber: se interpretaba a él mismo opinando sobre distintos temas junto a Yayo Guridi, Walter López, Juan Faerman, Rafael Aguete y Juan Carlos Araujo.
- Fútbol Para Trolos: era un periodista homosexual que junto a su compañero (Walter López) hacían una mirada Gay friendly del fútbol.
- Festejos de goles: hacía varias apariciones y anunciaba los nombres de los festejos.
- Cámaras de seguridad.
- Los Batichurros: personifica a Nacho.
- Jorge Pixarro, el fan de Toy Story: fanático de la saga Toy Story que tiene a sus muñecos como si fueran reales. Descubrió que el Sr. Cara de Papa se desarma ante la mención del nombre del actor Mario Pasik, y que sus muñecos toman vida cuando él no los está observando.
- Los Wikipedia: personificaba a un integrante de esta banda, la cual hacía canciones educativas.
- Adrián Balinardi: un cantante de Heavy cambia de rubro y se dedica a la música romántica. Parodia al cantante argentino de rock/metal Adrián Barilari.
- El Tío Marquitos y sus amiguitos: personificaba a Camila la gorila junto al tío Marquitos (Yayo), el oso Peposo (Marcelo Ruiz Díaz) y el conejo Alejo (Pichu Straneo). En 2013 se sumó el Ratón Matón (Nazareno Móttola).
- La Ofi: era el principal autor de las bromas pesadas que hacían a sus compañeros y principalmente a su jefe, filmando todo como si fuera un reality show.
- Nos divertimos trabajando: perlitas de errores de grabación o situaciones graciosas que no salieron al aire.
- Donde está el piloto, el musical: parodia a los musicales, tomando como base la película Y dónde está el piloto.
- Las ReMugrientas: personifica a La Chofi, quién dice ser la cantante y compositora de la banda.
- Kylie Vorti: aprendiz de FX (Pichu Straneo).
- Gauchito Phil High School: Michael (Migue) y George (Walter López) son aprendices del microprograma donde enseñan a hablar inglés.
- El outlet del amor, 2.ª selección: Interpreta a Tiki que dice literalmente todo su libreto, incluyendo indicaciones.
- Fan Club': clubes de fanes de diferentes artistas, donde se visten como sus ídolos. Por lo general, Migue termina la actuación, cantando. Este personificó a Frutillita, Kill Bill, Penélope Glamour, Jessie de Pokémon, la agente 99 (día en que apareció, su padre, Pablo Granados vestido de colegiala), Rodolfo Barili, Carlos Bieber (fan de Justin Bieber y Carlos Vives), Andrea del Boca, Freddie Mercury, Viviana Canosa, Michelle Bachelet, Princesa Leia, Chucky, Justin Bieber y Ñoño.
- Los Smilers: junto a Gustavo Pavan cantan solo con carcajadas de risa.
- Deprepornis: Migue junto a Daniela Viaggiamari (compañera en Resacados) conforman una banda musical que como Agapornis, hace temas de rock en español en ritmo de cumbia pero Deprepornis hace todos temas de letras tristes de manera depresiva.
- Hijos no reconocidos: Migue interpretó a Eric Vilas, supuesto hijo de Guillermo Vilas y Carolina de Mónaco.
- El fan de Boy Olmi: Álex es un fanático del actor Boy Olmi, al que incluso le escribió una canción -usando la música de Killing Me Softly with His Song-. Con el tiempo se volvió obsesivo y acosador.
- El Cuarteto de Closs: Migue junto a Pachu Peña, Pichu Straneo y Marcelo Ruiz Díaz interpretan un cuarteto que habla en forma similar a Mariano Closs, pero haciendo las canciones de la banda Cuarteto de Nos.
- Pumita Rodríguez: supuesto jugador de rugby de los Pumitas que, vestido como tal, se dedica al canto. Integró el jurado de La Bocina Argentina y para el día del padre 2013 se presentó a cantar en vivo con su padre el Puma (interpretado por su padre en la vida real Pablo Granados).
- Rabinos asaltantes: junto a Rodolfo Samsó, Nazareno Móttola y Ricardo Streiff realizan una parodia de los asaltantes que fueron vestidos de rabinos.
- Bocinas personalizadas: bocinas para autos que tienen las melodías de los artistas populares.
- Los nietos de las nietas de las rubias de New York (Miguel Granados y Walter López): se visten como mujeres en honor a las rubias de New York, de la canción de Carlos Gardel.
- Mentiroso, mentiroso: concurso donde 4 personas (Migue, Pachu Peña, Gustavo Pavan y Pichu Straneo) intentan sostener una mentira. Gana el más creíble que siempre resulta ser Pachu Peña.
- Los reyes del stand-up: competencia donde a varios monologuistas (Migue, Pichu Straneo, Pachu Peña y Walter López) se les da un tema y deben realizar una rutina de Stand-up hasta que una bocina lo frene y pase al siguiente.
- La selección de stand-up: el loco shake it (Miguel Granados) presenta a sus compañeros: Jürgen Klinsmann (Pachu Peña), Alacrán (Rodolfo Samsó), Cuis Maicero (Walter López), Beto Rufino (Pichu Straneo), Negro Mario (Campi).
- Cuarteto de curdas: Migue junto a Pichu Straneo, Pachu Peña y Marcelo Ruiz Díaz son cuatro borrachos (curdas), que tararean famosas cortinas musicales de programas televisivos.
- Coro de pescadores: coro (Migue, Pichu Straneo y Nazareno Móttola) que interpreta canciones populares insertando palabras relacionadas con la pesca, utilizando la música de Misión: Imposible.
- De la calle al estudio: Migue interpreta a Ezequiel Nonis quién juega al Diábolo mientras canta canciones de Ricky Martin.
- Desfiles: Miguel interpreta a un modelo que participa de la parodia de desfiles, presentados por Fito Calzanetti y Franco Chalecazzi, ambos interpretados por Pichu Straneo. También interpretó a Mariana, una madre embarazada, debido al especial del Día de la Madre, presentado por Tete Coustarot y Roberto Giordano (parodiado por Campi).
- One Erection: Interpreta a Luis, imitando a Louis Tomlinson de One Direction.
- Dobles de Riesgo Argentinos en Hollywood: interpretó a Sebastián Lotito, doble de "El Malvado Sid" de  Toy Story.
- Los Ramonestones: Natalia Natalia junto a Roly Ramone (Yayo Guridi) y varios bailarines (M. Ruiz Díaz, Nazareno Móttola y Wálter López), interpretan a una banda que realiza canciones de Cumbia en versión Rock.
- Fabi Cantina: fanático de la cantante Fabiana Cantilo. Se presentó en el casting de Tu cara me suena (Argentina) pero no logró entrar.
- Tu Cana me suena: parodia de Tu cara me suena (Argentina). Migue interpretó a fanáticos de Julieta Venegas, Paulina Rubio, Whitney Houston, Thalía, The Platters, Pink, Ricky Martin, Jazzy Mel y El Símbolo.
- Rafaela y su hija, Rafaelita: Raffaella Carrá (Pablo Granados) junto a su hija "Rafaelita" (Migue) interpretaron "03,03,456".
- La Cantina de Peligro: Sin Codificar: representación de una cantina con shows. Migue interpreta a Toti Andrade, cantador de chistes y a Carlitos Carcajamandreu, que hace una risa diferente para cada ocasión.
- Peligro Fest: festival de música donde se presentaron bandas presentados por Bebe Contampones (Campi), sátira a Bebe Contepomi, todos acompañados con la música de Natalia Natalia, haciendo juegos de palabras con artistas. Migue ha personificado a: el Flaco espinaca disfrazado de Popeye por Luis Alberto Spinetta, Britney Spurs por Britney Spears con una remera de los Spurs, Freddie Páez mezcla de Fito Páez y Freddie Mercury y Bata blanca vistiendo una bata por Rata Blanca.
- Lolapelusa: -sátira a Lollapalooza- al estilo de Peligro Fest, Bebe Contampones (Campi parodiando a Bebe Contepomi) presenta varios artistas. Migue realizó personajes como Serú He-Man, vestido como He-Man, canta canciones de Serú Girán.
- Gracias por andar (Campi): sátira al programa Gracias por venir, gracias por estar con Gerardo Rozín, parodiado por Campi. En su primera emisión homenajearon a Hugo, el bombero (un personaje real) con Migue, junto a  Pichu y  Pachu, simulando ser su familia.
- Julieta Castaña: mezcla de Cacho Castaña y Julieta Venegas. Julieta acompañó a Pablo Granados en el acordeón y vocalmente interpretando a la canción "Sos una santa".

### Resacados
- Los sobrinitos de Homero: Miguel interpreta a Ramiro y Homero Pettinato interpreta a Agustín.
- Jesi y Joni: Junto a Daniela Viaggiamari interpretan a una pareja de "Cumbieros", quienes hablan sobre noticias del espectáculo ocurridas durante la semana.
- Daniel Gómez Rinaudo: parodia de Daniel Gómez Rinaldi.
- Turco Smith: periodista deportivo.
- Alan Morrisey y Grace Kelly: junto a Daniela Viaggiamari son una pareja de cantantes y animadores de eventos. Compiten con radioescuchas.

### ESPN Redes
- La novela tuitera, un segmento del programa ESPN Redes, en el cual Nati Jota y Migue son los protagonistas. En este caso Migue Granados interpreta a Martinelli.
- La Sitcom de #Redes
- Pepi 461, un youtuber que se le pasó el tiempo.
- Agusto Torres Quiosquinni, periodista deportivo muy particular.
- Aless, consejero.

## Música
- Natalia Natalia (nombre en homenaje a Juan Carlos Araujo) es la banda del programa Peligro: Sin codificar e interpretó las cortinas musicales de los años 2012 y 2013.[22]

- Interpretaciones varias junto a Roly Ramones (Yayo) conformando los Ramonestones.[23]

- Integrante de D7, junto a Gustavo Pavan. Subieron a Internet tres canciones llamadas Bipolar, Parte de nada y Ahora y acá.[24]

## Olga y su impacto mediático
En 2023, Granados fundó Olga, una plataforma de streaming en vivo con transmisión simultánea en YouTube y Twitch, centrada en el entretenimiento , la actualidad y el humor. La propuesta adoptó una estética audiovisual cercana a la televisión, combinada con formatos de tipo radial y un enfoque nativo digital.
Uno de los momentos más destacados del canal fue la entrevista realizada por Granados a Lionel Messi en 2023, grabada en Miami. La entrevista fue transmitida en vivo a través de YouTube y alcanzó cifras récord de visualizaciones en Argentina, además de ser reproducida por medios nacionales e internacionales.
Olga también impulsó eventos especiales denominados Olga Day, emisiones extendidas con programación temática, participación de invitados y actividades interactivas con la audiencia. Estas jornadas contribuyeron a consolidar la identidad del canal y a incrementar su alcance y popularidad.
Desde su lanzamiento, Olga ha sido reconocida como una de las iniciativas más influyentes dentro del ámbito de los medios digitales en Argentina, destacándose por su impacto en plataformas sociales y por su rol en la renovación de los formatos de entretenimiento en línea.

## Premios y nominaciones
A lo largo de su carrera, Granados ha sido distinguido con varios premios, tanto en televisión, como en plataformas digitales.
| Año       | Premio                             | Categoría                      | Trabajo nominado                     | Resultado | Medio             | Ref.   |
| --------- | ---------------------------------- | ------------------------------ | ------------------------------------ | --------- | ----------------- | ------ |
| 2024      | Martin Fierro Digital 2024         | Martin Fierro de Oro           | La Cruda                             | Ganador   | Spotify Argentina | [ 41 ] |
| 2024      | Martin Fierro Digital 2024         | Mejor entrevistador digital    | La Cruda                             | Ganador   | Spotify Argentina | [ 42 ] |
| 2024      | Martin Fierro Digital 2024         | El más interactivo             | Famosos con más interacción en redes | Nominado  | Instagram         | [ 43 ] |
| 2023      | Martin Fierro Digital 2023         | Mejor contenido de entrevistas | La Cruda                             | Nominado  | Spotify Argentina | [ 44 ] |
| 2021-2022 | Martín Fierro de Cable 2022        | Mejor labor humorística        | ESPN Playroom                        | Nominado  | ESPN              | [ 45 ] |
| 2021-2022 | Martín Fierro de Cable 2021        | Mejor labor humorística        | ESPN Playroom                        | Ganador   | ESPN              | [ 46 ] |
| 2019      | Martín Fierro de Cable 2019        | Mejor labor humorística        | ESPN Redes                           | Ganador   | ESPN              | [ 47 ] |
| 2019      | Martin Fierro Digital 2019         | Rey de las Redes del Año       | Famosos con más interacción en redes | Nominado  | Instagram         | [ 48 ] |
| 2019      | Martin Fierro Digital 2019         | Programa radial nativo digital | Últimos Cartuchos                    | Ganador   | Radio Vorterix    | [ 49 ] |
| 2015      | Premios Martín Fierro de Aire 2015 | Mejor labor humorística        | Peligro: sin codificar               | Ganador   | Telefé            | [ 50 ] |
| 2015      | Premios Tato 2015                  | Mejor revelación               | Peligro: sin codificar               | Ganador   | Telefé            | [ 51 ] |

## Vida privada
Su padre es el conocido músico y actor Pablo Granados. Luego del divorcio de sus padres, a su corta edad, pasó a vivir en la casa de sus abuelos.
Su hermana por parte de padre es la cantante, intérprete y multinstrumentista Mery Granados.
Está en pareja desde 2013 con Fernanda Otero y tiene 2 hijos.